# Công tước xứ Beja

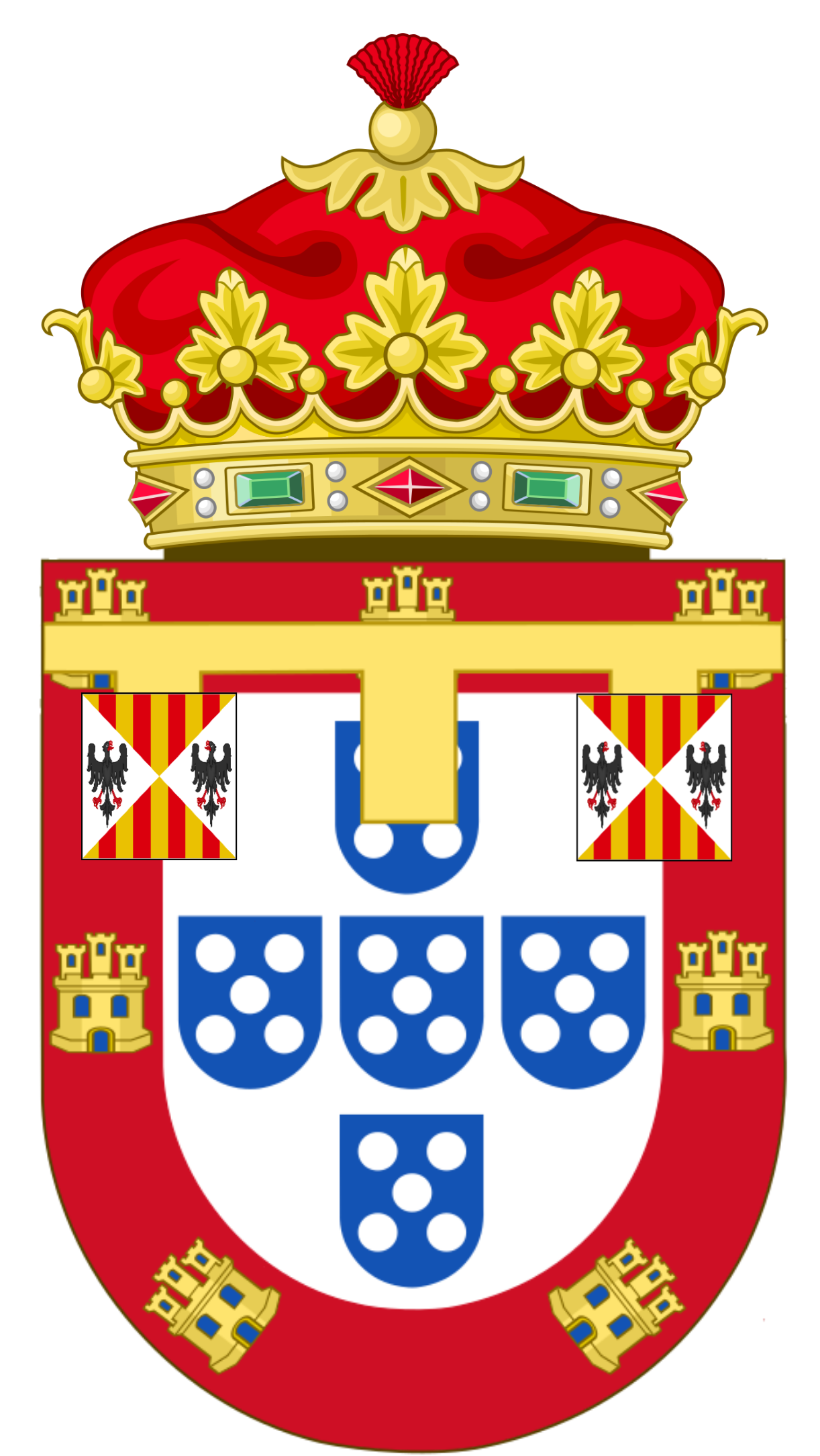
Huy hiệu của Công tước xứ Beja.

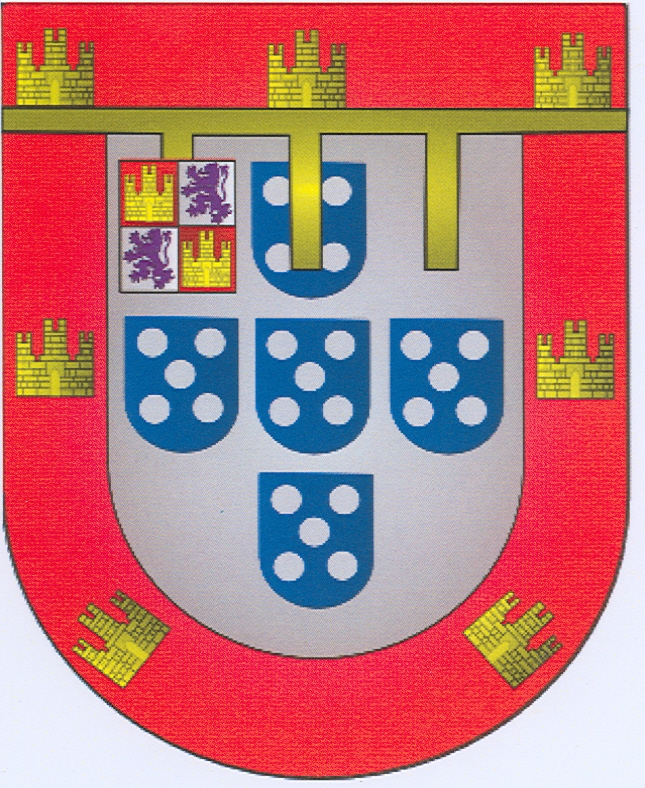
Huy hiệu cá nhân của Hoàng tử Luís, Công tước thứ 5 xứ Beja.

Công tước xứ Beja (tiếng Bồ Đào Nha: Duque de Beja) là một tước hiệu quý tộc của Vương quốc Bồ Đào Nha, được xếp vào nhóm Công tước hoàng gia, có quan hệ mất thiết với Hoàng gia Bồ Đào Nha. Trong suốt lịch sử của mình, đã từng có 6 vị Công tước xứ Beja được đưa lên ngôi vua Bồ Đào Nha.
Tước hiệu này thường được phong cho các con trai thứ của nhà vua đang cại trị Bồ Đào Nha. Người cuối cùng được phong công tước xứ Beja trước khi Vương quốc Bồ Đào Nha xụp đổ chính là Hoàng tử Manuel, con trai thứ 2 của Vua Carlos I, vị hoàng tử này đã được đưa lên ngôi vua với vương hiệu Manuel II, sau khi vua cha và anh trai cả bị những người cộng hoà ám sát ở Lisbon vào năm 1908.

## Danh sách Công tước xứ Beja
1. Infante Fernando, Công tước thứ 2 xứ Viseu (1433–1470), con trai thứ 3 của vua Duarte I của Bồ Đào Nha;
2. Infante João, Công tước thứ 3 xứ Viseu (1448–1472), con trai lớn của Infante Fernando;
3. Infante Diogo, Công tước thứ 4 xứ Viseu (1450–1484), con trai thứ 2 của Infante Fernando;
4. Vua Manuel I (1469–1521), con trai thứ 7 của Infante Fernando;
5. Infante Luís, Công tước xứ Beja (1506–1555), con trai thứ 2 của vua Manuel I của Bồ Đào Nha; cha của King António I;
6. Vua Pedro II (1648–1706), con trai thứ 4 của vua João IV;
7. Infante Francisco, Công tước xứ Beja (1691–1742), con trai thứ 3 của vua Pedro II;
8. Vua Pedro III (1717–1786), con trai thứ 4 của vua João V;
9. Vua João VI (1767–1826), con trai thứ 3 của Vua Pedro III;
10. Vua Miguel I (1802–1866), con trai thứ 3 của vua João VI;
11. Infante João, Công tước xứ Beja (1842–1861), con trai thứ 3 của Nữ vương Maria II;
12. Vua Manuel II (1889–1932), con trai thứ 2 của vua Carlos I.